# Astronautas
Astronautas és una pel·lícula dramàtica espanyola de 2003 dirigida per Santi Amodeo. Es tracta d'un conte amb personatges marginals però que fuig del realisme social.

## Sinopsi
Daniel (Nancho Novo) és un tipus, misantrop i solitari dibuixant de còmics que ha decidit deixar l'heroïna d'una vegada per sempre. Per a aconseguir-ho decideix fer una vida normal i allunyar-se dels problemes, però en el seu camí s'hi creua Laura (Teresa Hurtado), una noia de quinze anys que va a la recerca del seu germà i que es fica en la seva vida gairebé sense adonar-se'n.

## Repartiment
- Nancho Novo - Daniel
- Teresa Hurtado de Ory - Laura
- Juanma Lara
- Julián Villagrán
- Manolo Solo
- Juan Motilla
- Álex O'Dogherty

## Premis i nominacions
XIX Premis Goya
- Nominada al millor director novell (Santi Amodeo) i millor actriu revelació (Teresa Hurtado)

Festival de Cinema Espanyol de NantesPremi Jules Verne
Seminci 2003Premi al millor director novell